# Erik Ole Olsen
Erik Ole Olsen född 16 juli 1921 i Köpenhamn, död 12 maj 2000, var en dansk filmfotograf, regissör och manusförfattare. 

## Filmfoto i urval
- 1948 – Hjältar mot sin vilja (dansk titel Calle og Palle)